# Alfred Metzner Verlag
Der Alfred Metzner Verlag war ein Verlag in Berlin und Frankfurt am Main von 1909 bis 1992.

## Geschichte
Im Jahr 1909 gründete der Buchhändler und Verlagsangestellte Alfred Metzner den Alfred Metzner Verlag. Die offizielle Eintragung erfolgte am 1. Januar 1910. Es sind fast keine Publikationen in den ersten zwanzig Jahren nachweisbar, der Verlag wurde aber in offiziellen Verzeichnissen geführt. Die Adresse war in Tempelhof Kaiserkorso 2. 1924 gründete Metzner den Verlag des Reichsbundes der Standesbeamten Deutschlands, möglicherweise in seinem Verlag. Spätestens seit 1925 gab es eine formale Trennung. Der Verlagsstandort war seit etwa diesem Jahr in Berlin-Kreuzberg in der Gitschiner Straße 109.
Erst seit 1929 ist ein regelmäßiges Verlagsprogramm erkennbar, nach der Übernahme durch den Sohn Wolfgang Metzner. Seit 1930 war ein Schwerpunkt Literatur zu Rasse, Eugenik und Sippenforschung, Veröffentlichungen nach 1940 widmeten sich unpolitischen Themen. Am 3. Februar 1945 wurde das Verlagsgebäude durch einen Bombentreffer vollständig zerstört.
Ab 1948 begann Wolfgang Metzner, den Verlag in Frankfurt am Main wieder aufzubauen. Der Alfred Metzner Verlag hat sich danach auf die Bereiche der Rechtswissenschaft mit besonderer Pflege internationaler Aspekte sowie auf Politik und Geschichte, inklusive Kulturgeschichte konzentriert.